# Referendum spagnolo sulla Costituzione Europea del 2005
Il referendum spagnolo sulla Costituzione europea (in spagnolo Referéndum sobre la Constitución Europea en España) si è svolto il 20 febbraio 2005 per decidere se la Spagna avesse dovuto ratificare la Costituzione europea redatta dalla Convenzione europea nel 2003. I risultati finali videro una netta vittoria del "Sì" con l'81% dei voti con un'affluenza pari al 42% dei votanti.
La Spagna diventò così il primo Paese ad approvare il trattato, seguita poi dal Lussemburgo.

## Quesito
Il quesito posto alla popolazione spagnola fu:
¿Aprueba usted el Tratado por el que se establece una Constitución para Europa?
(Approvate il Trattato che adotta una Costituzione per l'Europa?)